# Merdigera
Merdigera är ett släkte av snäckor som beskrevs av Held 1838. Merdigera ingår i familjen barksnäckor.
Släktet innehåller bara arten Merdigera obscura.